# Escalador (ciclismo)
Un escalador en ciclismo, es un ciclista que se encuentra mejor adaptado y se destaca cuando las carreteras son en ascenso, ya sea en colinas o montañas. 
Este tipo de corredor tiene la capacidad de soportar y dosificar el dolor y el esfuerzo durante las subidas (Puerto de montaña), de tal forma que mantiene una velocidad estable y constante durante todo el trayecto, y aun así, puede ser capaz de dar repentinas aceleraciones que distancien y fatiguen a sus seguidores.
Sin embargo, hay que destacar que son determinantes los factores fisiológicos y biomecánicos del ciclista tales como: Peso, estatura, potencia, eficiencia de pedaleo, capacidad pulmonar, etc.
Cuanto menos consumo de energía por pedalada tenga mejor, ya que más eficiente es su ascensión. Al contrario de cuando se rueda en plano, cuando se sube una pendiente la gravedad y el peso que existan serán los factores determinantes de rendimiento y eficiencia. Por tal motivo, los escaladores tienen una relación potencia-peso bastante alta.
Por sus características físicas y tácticas poco usuales en Europa, los ciclistas colombianos escaladores se les suelen llamar "escarabajos".

## Maillot de mejor escalador en el Tour de Francia
En el Tour de Francia, el líder de la clasificación de la montaña, debe portar un jersey blanco con lunares o puntos rojos que lo distingue. A dicho corredor se le conoce como el "rey de las montañas".

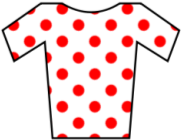
Maillot de la clasificación de la montaña en el Tour de Francia.

Esta clasificación fue implementada por primera vez en 1933, pero no fue hasta 1975 cuando se introdujo el jersey distintivo. Los colores fueron definidos por su primer espónsor, Poulain Chocolat y aunque el patrocinador ha cambiado varias veces, se mantuvo el diseño original.
En la cima de cada montaña en el Tour, se otorgan puntos para los ciclistas que pasen primero por las metas de montaña. Los ascensos están divididos en categorías que van desde 1.ª (más difícil) al 4.ª (menos difícil), basados en su dificultad, medidas en función de su inclinación y longitud. Existe una  quinta categoría de subidas, aún más difíciles que las de 1.ª que son las HC o especial .
El primer ganador fue Vicente Trueba, que alcanzó en primer lugar la cima de la mayoría de las montañas. Sin embargo, Trueba no era muy bueno descendiéndolas, por lo que no ganó ningún otro título que no fuera el de alcanzar la mayoría de las cimas de montañas antes que el resto de ciclistas. En esas primeras ediciones había que acabar entre los primeros de la general para conseguir ese maillot. El director del Tour de Francia, Henri Desgrange, decidió que los ciclistas deberían recibir una bonificación por alcanzar en primer lugar las cimas. A partir de 1934, se le adjudicaba un tiempo extra al primer ciclista en alcanzar la cima. Estos tiempos extra fueron más tarde abolidos, pero la distinción de "rey de la montaña" siguió vigente.
No solo en el Tour de Francia existe esta clasificación para los escaladores, también se utiliza en el Giro de Italia (donde el jersey es azul) y en la Vuelta a España (jersey blanco con puntos azules) y en diversas carreras por etapas donde haya etapas con dificultades montañosas.

## Escaladores sobresalientes
Algunos escaladores sobresalientes de la historia:
- Chris Froome
- Tadej Pogačar
- Richard Carapaz
- Nairo Quintana
- Lucho Herrera
- Egan Bernal
- Alberto Contador
- Miguel Induráin
- Marco Pantani
- Primož Roglič
- Pedro Delgado
- Bernard Hinault
- Richard Virenque
- Eddy Merckx
- Cadel Evans
- Vincenzo Nibali
- Andy Schleck
- Federico Martin Bahamontes
- Charly Gaul
- Julio Jiménez
- José Manuel Fuente
- Gino Bartali
- Fausto Coppi
- Lucien van Impe